# Rijksbeschermd gezicht Voorburg
Gezicht Voorburg is een van rijkswege beschermd dorpsgezicht in Voorburg in de Nederlandse provincie Zuid-Holland. De procedure voor aanwijzing werd gestart op 5 maart 1969. Het gebied werd op 22 november 1971 definitief aangewezen. Het beschermd gezicht beslaat een oppervlakte van 22,7 hectare.
Panden die binnen een beschermd gezicht vallen krijgen niet automatisch de status van beschermd monument. Wel zal de gemeente het bestemmingsplan aanpassen om nieuwe ontwikkelingen in het gebied te reguleren. De gezichtsbescherming richt zich op de stedenbouwkundige en cultuurhistorische waardering van een gebied en wil het toekomstig functioneren daarvan veiligstellen.